# Jürgen Langhoff
Jürgen Langhoff ist ein ehemaliger deutscher Basketballnationalspieler. 

## Laufbahn
Langhoff spielte ab 1956 für die Herrenmannschaft des SSV Hagen. 1961 nahm er mit der bundesdeutschen Nationalmannschaft an der EM-Ausscheidungsrunde teil. 1964 wurde er mit Hagen deutscher Vizemeister.
Zur Saison 1964/65 wechselte der Innenspieler zum USC Heidelberg. 1966 wurde er mit den Kurpfälzern deutscher Meister, im Endspiel gegen Titelverteidiger MTV 1846 Gießen erzielte er 19 Punkte und war somit zweitbester USC-Werfer. In der Folgesaison lief Langhoff auch im Europapokal für die Heidelberger auf, wo es unter anderem zu denkwürdigen Vergleichen mit Real Madrid kam, die die Spanier für sich entschieden. Im Spieljahr 1967/68 setzte er verletzungsbedingt aus. 1972 beendete er seine Spielerkarriere.
Langhoff studierte Medizin. 1965 wurde an der Ruprecht-Karls-Universität Heidelberg seine Doktorarbeit (Die cytochemischen Veränderungen bei hochdosierten Vitamingaben) und 1973 seine Habilitationsschrift (Auswirkungen eines 110-tägigen Lauftrainings unterschiedlicher Dauer und Schnelligkeit auf die Achillessehne der Ratte) angenommen. Er wurde als Arzt tätig.